# Черногърда трипръстка
Черногърдата трипръстка (Turnix melanogaster) е вид птица от семейство Трипръсткови (Turnicidae). Видът е почти застрашен от изчезване.

## Разпространение
Видът е разпространен в Австралия.